# Andrei Alexsandrovitch Legalov
Pour les articles homonymes, voir Legalov.
Andrei Alexsandrovitch Legalov, russe : Андрей Александрович Легалов, (né le 13 novembre 1972 à Novosibirsk) est zoologiste russe et un paléoentomologiste.

## Présentation
Docteur en biologie, chef du laboratoire de phylogénie et de faunogenèse de l'Institut de systématique et d'écologie animales de la branche sibérienne de l'Académie russe des sciences, paléoentomologiste, coléoptérologue. Systématique de la faune.
Il a décrit de nombreux taxons.

## Biographie
En 1990, il est diplômé de l'école secondaire n ° 54.
Legalov a étudié à l'Université agricole d'État de Novossibirsk de 1990 à 1995. Après avoir obtenu son diplôme, il a étudié de 1995 à 1998 à l'Institut de systématique et d'écologie animales du département sibérien de l'Académie russe des sciences. Il se spécialise dans les coléoptères (Coleoptera) et en particulier les charançons du feuillage (Attelabidae) et les charançons (Curculionoidea). Il est l'auteur de centaines d'espèces de ces groupes.
Legalov a entrepris des expéditions en Bachkirie, dans le kraï de Khabarovsk, dans le kraï du Primorié, dans l'oblast de Novossibirsk, dans la République de l'Altaï, en Ukraine et au Kazakhstan pour collecter des insectes. Il est membre de la Société entomologique de Russie et de la Société des naturalistes de Moscou.

## Activité scientifique
En 1998, il soutient une thèse de doctorat sur le thème « Répartition latitude-zonale des charançons (Coleoptera, Curculionidae) dans les plaines de Sibérie occidentale, du Kazakhstan et d'Asie centrale » dans la spécialité Entomologie à l'Institute of Systematics and Ecology of Animals (d) sous la supervision de Vyacheslav Mordkovich (d).
En 2005, il soutient la thèse de doctorat « Coleoptera : Rhynchitidae, Attelabidae) de la faune mondiale (morphologie, phylogénie, taxonomie, écologie) » dans la spécialité Entomologie à l'Institute of Systematics and Ecology of Animals avec comme consultant scientifique Vyacheslav Mordkovich.
Au cours des années d'activité scientifique, il a participé à plusieurs reprises à diverses expéditions, notamment au Bachkortostan, à Orenbourg, à Omsk, à Novossibirsk, dans les régions autonomes juives, à l'Altaï, à Khabarovsk, dans les territoires de Primorsky, en Ukraine et au Kazakhstan. Il a décrit plus de 1 500 nouveaux taxons.

## Espèces dédiées à A. A. Legalov
Liste non exhaustive :
- Arra legalovi Peris, Davis & Delclos, 2014 - de la famille des coléoptères des fleurs (Nemonychidae)
- Ebaeus legalovi Tschernyshev, 2009 - de la famille des bébés coléoptères (Malachiidae)
- Involvulus legalovi Alonso-Zarazaga, 2011 - de la sous-famille des coléoptères à rouleaux tubulaires Rhynchitinae
- Rhamphophorus legalovii Poinar & Brown, 2021 - de la famille des coléoptères Nemonychidae
- Xylolaemus legalovi Alekseev & Bukejs, 2016 - de la famille des coléoptères Zopheridae
- Zotalemimon legalovi Barševskis, 2021 - de la famille des coléoptères Cerambycidae

## Publications
: document utilisé comme source pour la rédaction de cet article.
- (en) 2001 « Revision der holarktischen Auletini (Coleoptera, Attelabidae) », Russian Entomological Journal, vol. 10.
- (en) 2001 « To the knowledge of the genera Tatyanapion, Loborhynchapion, and Mesotrichapion (Coleoptera, Brentidae, Apioninae) in the Asian fauna », Entomological Review, vol. 81.
- (ru) 2002 « The genesis and phylogenetic relationships of the leaf-rolling weevils (Coleoptera: Rhynchitidae, Attelabidae) », Biological science and formation in pedagogical high schools.
- (ru) 2003 Taxonomy, classification and phylogeny of the leaf-rolling weevils (Coleoptera: Rhynchitidae, Attelabidae) of the world fauna.
- (ru) 2004 « A new classification of ecological groups of the leaf-rolling weevils (Coleoptera: Rhynchitidae, Attelabidae) », Euroasian Entomological Journal, vol. 3.
- (en) 2004 « Reconstruction of the phylogeny of the rhynchitids and leaf-rolling weevils (Coleoptera, Rhynchitidae, Attelabidae) using the Synap method: Communication 1 », Entomological Review, vol. 84.
- (en) 2005 « Reconstruction of the phylogeny of the rhynchitids and leaf-rolling weevils (Coleoptera, Rhynchitidae, Attelabidae) using the Synap method: Communication 2 », Entomological Review, vol. 85.
- (en) 2005 « Trophic links of leaf-rolling weevils (Coleoptera, Rhynchitidae and Attelabidae) », Entomological Review, vol. 85.
- (en) 2006 « Phylogenetic reconstruction of weevils superfamily Curculionoidea (Coleoptera) using the SYNAP method », Biology Bulletin, vol. 33.
- (en) 2007 Leaf-rolling weevils (Coleoptera: Rhynchitidae, Attelabidae) of the world fauna.
- (en) 2009 « A review of fossil and recent species of the family Ithyceridae (Coleoptera) from the world fauna », Amurian zoological journal, vol. 1.
- (en) 2009 « Annotated checklist of fossil and recent species of the family Nemonychidae (Coleoptera) from the world fauna », Amurian zoological journal, vol. 1.
- (en) 2009 « Contribution to the knowledge of the Mesozoic Curculionoidea (Coleoptera) », Amurian zoological journal, vol. 1.
- (en) 2009 « Annotated checklist of fossil and recent species of the family Belidae (Coleoptera) from the world fauna », Amurian zoological journal, vol. 1.
- (ru) 2009 avec V.G. Gratshev (d) « New taxa of the family Nemonychidae (Coleoptera) from Jurassic and Early Cretaceous », Euroasian Entomological Journal, vol. 8.
- (en) 2015 « Fossil Mesozoic and Cenozoic weevils (Coleoptera, Obrienioidea, Curculionoidea) », Paleontological Journal, vol. 49, p. 1442-1513.